# Pan Światła
Pan Światła (tyt. oryg. Lord of Light) – powieść science fantasy amerykańskiego pisarza Rogera Zelazny’ego z 1967 roku, wydana przez Doubleday. Nagrodzona Hugo w 1968 za najlepszą powieść, nominowana do Nebuli w tej samej kategorii. Dwa rozdziały zostały wydane jako opowiadanie w Magazine of Fantasy and Science Fiction w 1967 roku.
W Polsce książka ukazała się nakładem wydawnictwa Atlantis w 1991 roku (ISBN 83-900006-4-4), w tłumaczeniu Roberta Reszke. W 2006 roku pojawiło się wydanie ISA (ISBN 83-7418-124-9), w tłumaczeniu Piotra W. Cholewy.

## Struktura książki
Książka została intencjonalnie skonstruowana jako powieść na pograniczu fantasy oraz fantastyki naukowej. Jej cechami wyróżniającymi są rozciągnięcie akcji na bardzo długi czas  oraz przedstawianie jej w zaburzonej chronologicznie kolejności.

## Fabuła
Głównym bohaterem powieści jest Sam, buntownik, zwany Panem Światła, Kalkinem oraz Buddą. Akcja powieści toczy się na obcej planecie, kontrolowanej przez ludzkich osadników, którzy podbili miejscowe gatunki, ogłosili się bogami i przybrali imiona z hinduskiego panteonu. Sam, jeden z ludzi, wypowiada wojnę swoim towarzyszom, rozpoczynając precyzyjnie zaplanowaną kampanię religijną, w której wykorzystuje filozofię buddyjską. 

## Odbiór
Książka była zrecenzowana m.in. w „Nowej Fantastyce” 2007/03.  